# MTR

MTR (Mass Transit Railway) – system kolei w Hongkongu, który powstał w 1979 roku. Na system składa się 266,3 km torów i 98 stacji. 
Aktualnie MTR jest obsługiwany przez MTR Corporation Limited (MTRCL). Dzięki swojej wydajności jest głównym środkiem transportu publicznego w Hongkongu z około 4 mln pasażerów dziennie.

## Linie kolejowe
| Nazwa                  | Kolor          | Trasa                                        | Otwarto w | Długość | Stacje |
| ---------------------- | -------------- | -------------------------------------------- | --------- | ------- | ------ |
| East Rail Line         | Jasnoniebieski | East Tsim Sha Tsui ↔ Lo Wu/Lok Ma Chau       | 1910      | 34 km   | 15     |
| Kwun Tong Line         | Zielony        | Yau Ma Tei ↔ Tiu Keng Leng                   | 1979      | 12,5 km | 15     |
| Tsuen Wan Line         | Czerwony       | Tsuen Wan ↔ Central                          | 1982      | 16 km   | 16     |
| Island Line            | Niebieski      | Sheung Wan ↔ Chai Wan                        | 1985      | 14,7 km | 14     |
| Tseung Kwan O Line     | Fioletowy      | Po Lam ↔ North Point                         | 2002      | 12,5 km | 7      |
| West Rail Line         | Purpurowy      | Nam Cheong ↔ Tuen Mun                        | 2003      | 30,5 km | 9      |
| Ma On Shan             | Brązowy        | Po Lam ↔ North Point                         | 2004      | 11,4 km | 9      |
| Tung Chung Line        | Pomarańczowy   | Tung Chung ↔ Hong Kong Station (Central)     | 1998      | 34,8 km | 7      |
| Airport Express        | Turkusowy      | AsiaWorld-Expo ↔ Hong Kong Station (Central) | 1998      | 36,5 km | 5      |
| Disneyland Resort Line | Różowy         | Sunny Bay ↔ Disneyland Resort                | 2005      | 3,5 km  | 2      |